# Saison 4 de You
 (mai 2025).
La mise en forme du texte ne suit pas les recommandations de Wikipédia : il faut le « wikifier ».
Les points d'amélioration suivants sont les cas les plus fréquents. Le détail des points à revoir est peut-être précisé sur la page de discussion.
- Les titres sont pré-formatés par le logiciel. Ils ne sont ni en capitales, ni en gras.
- Le texte ne doit pas être écrit en capitales (les noms de famille non plus), ni en gras, ni en italique, ni en « petit »…
- Le gras n'est utilisé que pour surligner le titre de l'article dans l'introduction, une seule fois.
- L'italique est rarement utilisé : mots en langue étrangère, titres d'œuvres, noms de bateaux, etc.
- Les citations ne sont pas en italique mais en corps de texte normal. Elles sont entourées par des guillemets français : « et ».
- Les listes à puces sont à éviter, des paragraphes rédigés étant largement préférés. Les tableaux sont à réserver à la présentation de données structurées (résultats, etc.).
- Les appels de note de bas de page (petits chiffres en exposant, introduits par l'outil «  Source ») sont à placer entre la fin de phrase et le point final[comme ça].
- Les liens internes (vers d'autres articles de Wikipédia) sont à choisir avec parcimonie. Créez des liens vers des articles approfondissant le sujet. Les termes génériques sans rapport avec le sujet sont à éviter, ainsi que les répétitions de liens vers un même terme.
- Les liens externes sont à placer uniquement dans une section « Liens externes », à la fin de l'article. Ces liens sont à choisir avec parcimonie suivant les règles définies. Si un lien sert de source à l'article, son insertion dans le texte est à faire par les notes de bas de page.
- La présentation des références doit suivre les conventions bibliographiques. Il est recommandé d'utiliser les modèles {{Ouvrage}}, {{Chapitre}}, {{Article}}, {{Lien web}} et/ou {{Bibliographie}}. Le mode d'édition visuel peut mettre en forme automatiquement les références.
- Insérer une infobox (cadre d'informations à droite) n'est pas obligatoire pour parachever la mise en page.

Pour une aide détaillée, merci de consulter Aide:Wikification.
Si vous pensez que ces points ont été résolus, vous pouvez retirer ce bandeau et améliorer la mise en forme d'un autre article.
Chronologie
Saison 4 Saison 5 (en)
La quatrième saison de la série télévisée de thriller psychologique américain You a été commandée par Netflix le 13 octobre 2021. Sera Gamble, co-créatrice de la série, reste showrunner sur cette saison. L'acteur principal Penn Badgley reprend le rôle de Joe Goldberg et Tati Gabrielle revient dans le rôle de Marienne Bellamy, avec Charlotte Ritchie, Tilly Keeper, Amy-Leigh Hickman, Ed Speleers et Lukas Gage rejoignant le casting principal. Le tournage a commencé en mars 2022, principalement à Londres, et s'est terminé en août. La saison a été divisée en deux parties, la première partie étant diffusée le 9 février 2023 et la deuxième partie le 9 mars 2023.

## Distribution

### Acteurs principaux
- Penn Badgley : Joe Goldberg, un tueur en série et professeur d'université sous le pseudonyme de Jonathan Moore[1]
- Tati Gabrielle : Marienne Bellamy, l'ancien amour de Joe
- Charlotte Ritchie : Kate Galvin, une directrice de galerie glaciale et conflictuelle à laquelle Joe s'intéresse
- Tilly Keeper : Lady Phoebe, une mondaine notoire mais bienveillante issue d'une famille aristocratique et la meilleure amie de Kate
- Amy-Leigh Hickman : Nadia Farran, une étudiante en littérature dans la classe de Joe
- Ed Speleers : Rhys Montrose, un auteur dont les mémoires l'ont sorti de la pauvreté, lui ont permis d'entrer à Oxford et l'ont aidé à lancer une carrière politique
- Lukas Gage : Adam Pratt, un expatrié américain qui est le fils riche et playboy d'une famille éminente de la côte Est, et qui sort avec Phoebe

### Acteurs récurrents
- Stephen Hagan : Malcolm Harding, un professeur de littérature et bon vivant fêtard et amateur de drogue qui vit dans l'appartement en face de celui de Joe.
- Adam James : Elliot Tannenberg, un fixeur travaillant pour la famille de Love qui donne à Joe son identité de couverture à Londres
- Aidan Cheng : Simon Soo, un artiste en herbe et fils d'un magnat chinois de la technologie
- Niccy Lin : Sophie Soo, une influenceuse des médias sociaux et la sœur de Simon
- Eve Austin : Gemma Graham-Greene, une mondaine pompeuse du groupe d'amis d'Oxford
- Ozioma Whenu : Blessing Bosede, une princesse nigériane à succès avec plusieurs diplômes universitaires d'Oxford et membre du groupe d'amitié
- Sean Pertwee dans le rôle de Vic, le chauffeur personnel et garde du corps de Phoebe
- Ben Wiggins : Roald Walker-Burton, un aristocrate et ami d'enfance de Kate
- Dario Coates : Connie, un sportif qui fait partie du groupe d'amitié d'Oxford
- Brad Alexander : Edward, un élève de la classe de Joe. Il entretient une rivalité académique féroce avec Nadia, avec qui il sort par la suite.
- Alison Pargeter : Brown, une photographe paparazzi obsédée par Lady Phoebe
- Greg Kinnear : Tom Lockwood, le père américain de Kate, qui est un puissant actionnaire activiste dans un certain nombre de transactions commerciales douteuses.

### Invités
- Victoria Pedretti : Love Quinn
- Elizabeth Lail : Guinevere Beck

## Production

### Développement
Le 13 octobre 2021, avant la diffusion de la troisième saison, You a été renouvelée par Netflix pour une quatrième saison.

### Écriture
La saison se déroule principalement à Londres, pour la première fois en dehors des États-Unis, et la showrunner Sera Gamble a déclaré que le protagoniste Joe Goldberg est « formidable lorsqu'il est dans un environnement qui ne lui est pas naturel, qui lui est étranger ». Une des raisons motivant la décision de situer l'histoire dans un autre pays est née de la décision de Gamble d'explorer davantage le monde après avoir regardé de nombreuses autres séries internationales sur Netflix alors qu'elle était confinée pendant la pandémie de COVID-19. L'histoire se déroule également brièvement à Paris, l'idée étant celle du co-créateur Greg Berlanti, et Gamble a noté que comme ce n'est pas un endroit familier pour Joe, il est comme un « poisson hors de l'eau ». Penn Badgley, qui incarne Joe, a déclaré que même si la quatrième saison conserve le ton de la série, « nous utilisons un format différent [...] C'est presque comme si nous changions légèrement de genre ». La première moitié de la saison est structurée comme un polar whodunit, tandis que la seconde moitié s'inspire de Fight Club.

### Casting
En février 2022, Lukas Gage a été choisi pour un personnage régulier de la saison. Un mois plus tard, Charlotte Ritchie a également été choisie pour jouer un rôle régulier. Il a également été confirmé que Tati Gabrielle reviendrait après la troisième saison, sans précision sur l'importance de son rôle. En avril 2022, Tilly Keeper, Amy-Leigh Hickman et Ed Speleers ont été annoncés comme nouveaux personnages réguliers de la série, Gabrielle étant confirmée comme revenant en tant que personnage régulier, tandis que Niccy Lin, Aidan Cheng, Stephen Hagan, Ben Wiggins, Eve Austin, Ozioma Whenu, Dario Coates, Sean Pertwee, Brad Alexander, Alison Pargeter et Adam James ont rejoint le casting dans des rôles récurrents pour la quatrième saison. Jenna Ortega s'était vu proposer de reprendre son rôle d' Ellie Alves, apparue dans la deuxième saison, mais elle a refusé en raison de conflits d'emploi du temps avec le tournage de la série télévisée Mercredi. Victoria Pedretti et Elizabeth Lail font des apparitions spéciales dans les rôles de Love Quinn et Guinevere Beck, respectivement, dans la seconde moitié de la saison,.

### Tournage
Le tournage principal a commencé le 22 mars 2022 au Royaume-Uni, et s'est terminé fin août de la même année. Le tournage a eu lieu dans des lieux tels que le Royal Holloway, le Four Seasons Hotel London, et la Tamise. Badgley réalise pour la première fois en passant derrière la caméra avec le neuvième épisode de la saison. La saison comporte moins de scènes intimes que les saisons précédentes, conformément aux souhaits de Badgley, citant son malaise face à de telles scènes.

## Diffusion
La saison a été mise en ligne sur Netflix en deux parties de cinq épisodes, la première partie étant diffusée le 9 février 2023 et la seconde le 9 mars.

## Accueil critique
Pour la quatrième saison, le site Web d'agrégation de critiques Rotten Tomatoes a rapporté un taux d'approbation de 92 % avec une note moyenne de 7,3/10, basée sur 53 critiques. Le consensus des critiques du site Web décrit : « Le chasseur devient une proie dans la quatrième saison londonienne de ' You, ce qui montre une certaine usure à mesure que cette prémisse se montre au fur et à mesure de moins en moins crédible, mais la performance sardonique de Penn Badgley continue de faire oublier la plupart des manques de logique. »  Pour la première partie de la saison 4, Metacritic, qui utilise une moyenne pondérée, a attribué une note de 73 sur 100 sur la base de 20 critiques, indiquant des critiques « généralement favorables ». Pour la deuxième partie de la saison 4, Metacritic, qui utilise une moyenne pondérée, a attribué une note de 82 sur 100 basée sur 8 critiques, indiquant une « bon accueil global ».